# День моря
День моря (яп. 海の日, Умі-но хі) — державне свято  Японії, відповідно до закону визначається як день подяки океану та надії на процвітання морської країни. До 1996 називався Святом моря або Днем пам'яті моря (яп. 海の記念日, Умі-но кінембі), але не було державним святом.

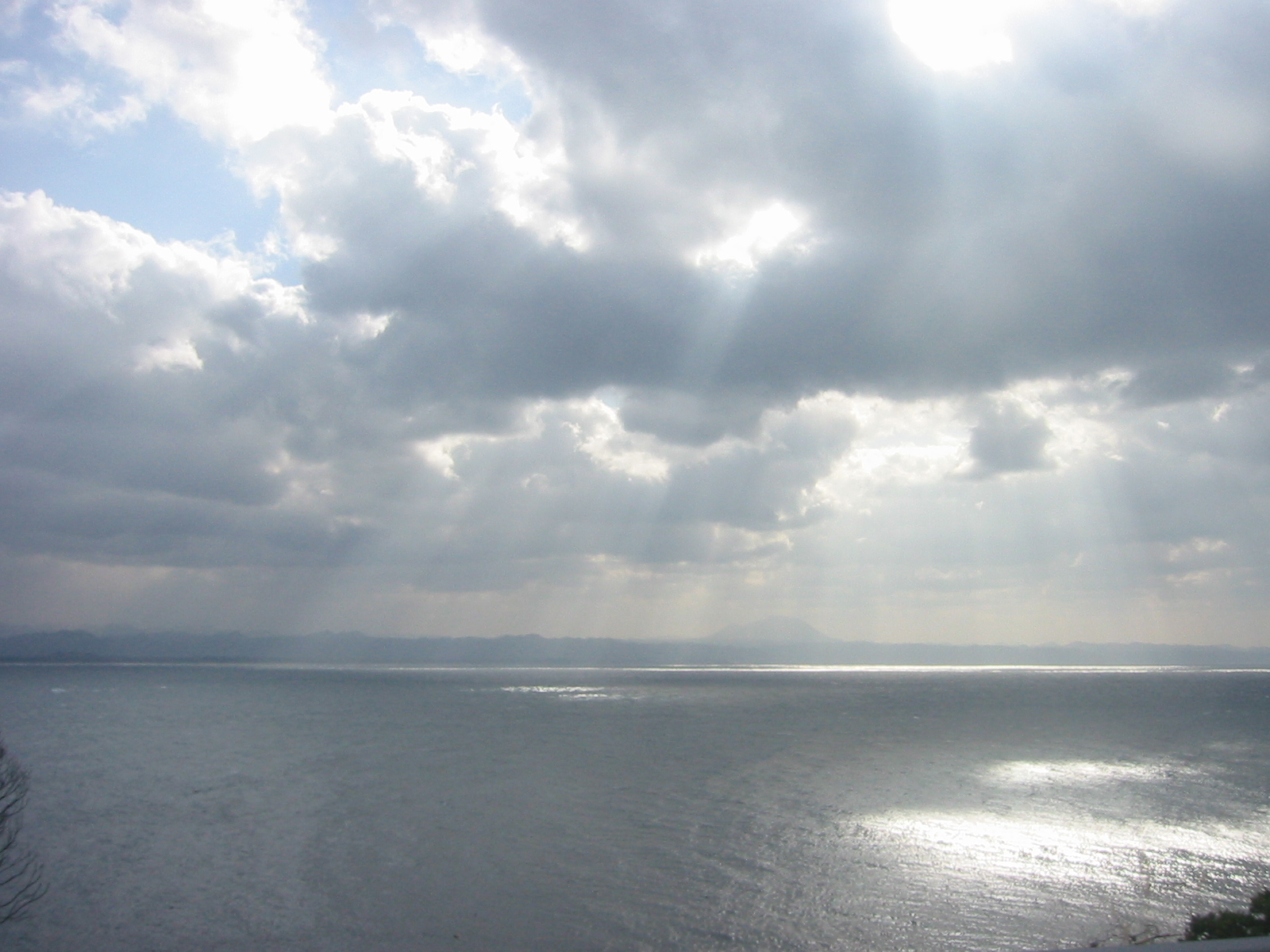
Японське море

У 1996-2002 було державним святом і святкувався 20 липня. Починаючи з 2003, згідно  системи щасливих понеділків відзначається в третій понеділок липня.
З цього свята починаються літні канікули та купальний сезон, який завершується 15 серпня. До Дня моря вода вважається холодною, а після 15 серпня купання неможливе через появу отруйних медуз.
У цей день прийнято подавати на стіл смажену ставриду адзі з кисло-солодким соусом. Свято, що з'явився в останнє десятиліття XX століття, не має усталених традицій, багато японців вважають цей день додатковим вихідним .

## Історія виникнення
До 1996 року цей день був відомий як День пам’яті морських піхотинців (海の記念日, umi no kinen bi). У 1941 році міністр зв’язку Шозо Мурата призначив цей день на честь імператора Мейдзі та його подорожі 1876 року на залізному пароплаві Meiji Maru, побудованому в Шотландії в 1874 році. Маршрут включав в себе подорож навколо регіону Тохоку, посадку на човен до маяка в Аоморі та коротку зупинку в Хакодате перед поверненням до Йокогами 20 липня того ж року. Однак він не був призначений національним святом до 1995 року, коли він став першим святом у літні місяці.

## Святкування
У цей день сім’ї можуть відвідати такі пляжі, як пляж Іссікі в Хаямі і поплавати, зайнятися підводним плаванням, серфінгом або дайвінгом. Люди також можуть брати участь у події під назвою «кидання грязьової кулі». Цього дня в національних акваріумах також проводяться спеціальні заходи, пов’язані з водою.

## Див. Також
- День моря
- Свята Японії
- Всесвітній день моря
- Всесвітній день океанів
- Всесвітній день водних ресурсів
- Всесвітній день навколишнього середовища